# Unterseeboot UC-62
Pour les autres navires du même nom, voir Unterseeboot 62.
L'Unterseeboot UC-62 est un sous-marin (U-Boot) mouilleur de mines allemand de type UC II utilisé par la Kaiserliche Marine pendant la Première Guerre mondiale. Le U-boot a été commandé le 12 janvier 1916, mis sur cale le 3 avril 1916 et lancé le 9 décembre 1916. Il a été mis en service dans la marine impériale allemande le 8 janvier 1917 sous le nom de UC-62. En neuf patrouilles, l'UC-62 a coulé 11 navires, soit par ses torpilles, soit par les mines qu’il a posées. Le 19 mars 1917, l'UC-62 a été endommagé lors d’une collision avec le sous-marin HMS E50 de la Royal Navy immergé, dans la mer du Nord au large du bateau-phare du Banc de Noordhinder. L'UC-62 heurta une mine le 14 octobre 1917 et coula dans la mer du Nord au large de Zeebruges, en Belgique

## Conception
Sous-marin de type UC II, l'UC-62 avait un déplacement de 415 tonnes en surface et de 498 tonnes en plongée. Il avait une longueur hors tout de 50,52 m, un maître-bau de 5,22 m et un tirant d'eau de 3,62 m. Le sous-marin était propulsé par deux moteurs diesel 6 cylindres à quatre temps produisant chacun 290 à 300 ch (210 à 220 kW), soit un total de 620 à 620 ch (430 à 440 kW), et par deux moteurs électriques produisant 620 ch (462 kW), actionnant deux arbres d'hélice.
Le sous-marin avait une vitesse maximale de 11,6 nœuds (21,5 km/h) en surface et de 7,3 nœuds (13,5 km/h) en immersion. Son autonomie était de de 8662 à 9450 milles marins (16240 à 17500 km) à 7 nœuds (13 km/h) en surface, et de 52 milles marins (96 km) à 4 nœuds (7,4 km/h) en immersion. Il lui fallait 48 secondes pour plonger, et il était capable d’opérer à une profondeur maximale de 50 mètres.
L'UC-62 était équipé de trois tubes lance-torpilles de 500 mm, un à l’arrière et deux à l’avant, avec sept torpilles, et d’un canon de pont de 8,8 cm SK L/30. Mais son arme principale était ses six puits de mine de 1000 mm portant dix-huit mines UC 200. Son effectif était de vingt-six membres d’équipage.

## Affectations
- Flottilles des Flandres : du 26 mars au 14 octobre 1917

## Commandants
- Oberleutnant zur See Max Schmitz du 8 janvier au 14 octobre 1917

## Navires coulés
| Date            | Nom           | Nationalité    | Tonnage | Destin    |
| --------------- | ------------- | -------------- | ------- | --------- |
| 5 avril 1917    | HMS Result    | Royal Navy     | 122     | Endommagé |
| 2 mai 1917      | Noordzee      | Pays-Bas       | 136     | Coulé     |
| 4 mai 1917      | Neptunus      | Pays-Bas       | 160     | Coulé     |
| 24 mai 1917     | Chicago City  | United Kingdom | 2324    | Endommagé |
| 30 mai 1917     | Lisbon        | United Kingdom | 1203    | Coulé     |
| 24 juin 1917    | HMT Taipo     | Royal Navy     | 247     | Coulé     |
| 26 juin 1917    | A. B. Sherman | États-Unis     | 611     | Endommagé |
| 28 juin 1917    | Neotsfield    | United Kingdom | 1875    | Coulé     |
| 28 juin 1917    | Don Arturo    | United Kingdom | 3680    | Coulé     |
| 25 juillet 1917 | Vaarbud       | Norvège        | 362     | Coulé     |
| 27 juillet 1917 | Carmela       | États-Unis     | 1379    | Coulé     |
| 28 juillet 1917 | Glenstrae     | United Kingdom | 4718    | Coulé     |
| 26 août 1917    | Chacma        | Norvège        | 608     | Coulé     |
| 15 octobre 1917 | Hartburn      | United Kingdom | 2367    | Coulé     |